# 北野CLUB
北野CLUB（きたのくらぶ）とは、CROSS FMが1995年から2002年3月まで放送していたラジオ番組である。
正式タイトルは『CROSS MEGAHITS RADIO 北野CLUB』。

## 概要
当時福岡で人気を博していたKBCラジオ「中島浩二アワー・THE3P」やfm fukuoka（TOKYO FM発）「赤坂泰彦のミリオンナイツ」に対抗すべく、当時CROSS FMに登場してまだ間もない北野順一（JK）をナビゲーターに据えスタートさせた。
スタート当初は月曜から木曜の21:00～24:00と、金曜の23:00～25:00に編成。JKの担当は月曜から水曜と金曜で、木曜は寺岡呼人が担当していたが、寺岡の降板後は金曜パートが削減され、月曜から木曜までJKの担当となった。
JKの日本語と英語を取り混ぜたバイリンガルDJはもちろんの事、リスナーに対する真摯な姿勢が共感を呼び、たちまち福岡の夜を代表する人気番組となり（JKも人気ナビゲーターの仲間入りをした）、毎晩北九州市内の本社スタジオの外にはJKに会いに来るリスナーが後を断たなかった。また、番組に寄せられるメッセージも同局の番組の中では群を抜いて多く、メッセージ受付の電話やFAXは毎晩繋がり難い状態が続いた。
1999年春にJKが東京進出（TOKYO FM「エモーショナルビート」出演）してからは東京タワーの近くにスタジオを借り、ここを「CROSS FM東京スタジオ」と命名し、2002年3月に終了するまで福岡に向けて放送を続けた（この間祝祭日を中心にJKが北九州に戻り放送することもあった）。
JKが1週間の長期休暇を取る際には事前に1週間分の収録を行っていた為、ピンチヒッターが登場することは殆どなかった。

## 曜日ごとの選曲テーマ
各曜日ごとに選曲テーマを設け、それぞれテーマにあった曲を中心にエアプレイされていた。
- 月曜日「Phat Night」（ヒップホップ、R&B、ブラックミュージック中心）
- 火曜日「Gig Night」（ロックミュージック中心）
- 水曜日「Hump Night」（J-POP中心）
- 木曜日
  - 「YOHITO'S SELECTION」（寺岡担当時）
  - 「ノンジャンル・ノンカテゴリー」（JK担当時）
- 金曜日「Lover's Night」（ラブソング中心）

「○○ Night」のタイトルは後に外れたものの、選曲テーマはそのまま引き継がれた。

## 主なコーナー
CROSS COUNTER（月曜から水曜と木曜で多少内容が異なった）
- 月曜から水曜は毎晩2組のアーティストをピックアップし（基本的にその日の選曲テーマに沿って決定する）、リスナーが応援するアーティストに投票し雌雄を決する企画。コーナー放送中は両アーティストの曲を交互に3曲ずつオンエアしつつリスナーからの応援メッセージを紹介、最後に投票結果を発表後、勝者の曲がさらに1曲オンエアされる。

火曜日は北九州市がスポンサーとなり「SOUND HOLIC EDITION」として放送。コーナーの途中で北九州市からのお知らせが挿まれ、また「北九州クイズ」と題して市にまつわるクイズを出題、正解者の内抽選で1人に電話を掛け、アーティストグッズをプレゼントしていた。
- 木曜は事実上の特集コーナーとなっていて、一つのテーマに沿って選曲された楽曲をオンエアしていた。

SECRET ZONE
- 毎晩テーマを決めて、そのテーマに沿って送られてきたメッセージを紹介していた。

ダブルブッキング
- 毎晩リスナーが男女一名ずつ電話出演し、その相手と会話を楽しんでいる所をJKが茶々を入れる企画。出演後実際に会ってデートをしたというリスナーも少なくない。

北野CLUBツーショット
- 毎晩JKと話がしたいリスナーを募り、その中からJKが毎晩基本的に1、2名のリスナーの家に電話を掛けるコーナー。番組の中でも特に人気のあったコーナーの1つで、祝日や長期休暇中には拡大版もちょくちょく開催されていた。

GOOD NEWS & BAD NEWS
- その日1日に起こったニュースについてJKがコメントするコーナー。JKが沖縄出身であった為か、特に基地問題を取り上げることが多かった。

北野CLUBセレクション
- 局が選んだヘヴィー・ローテーションとは別に、番組が薦める1曲を1週間交替で放送していた。このコーナーで取り上げた楽曲が、同じくJKが担当していた『COUNTDOWN KYUSHU HOT 100』の上位にチャートインすることも珍しくなかった。

オーラスのコーナー
- その名の通り、番組最後のパート。正式名称は無い。その日送られてきたリスナーのメッセージの中から、特に深刻な悩みを抱えている人のメッセージを紹介し、JKが意見を送る。

## 最終回
- 2002年3月28日、北野CLUBは最終回を迎えた。

通常であればオーラスのコーナーでは上にある通り深刻な悩みを抱えている人のメッセージを紹介するのだが、この日はJKはリスナーのラジオネームを数多く読み上げ、そのあとは北野CLUBに携わっていたスタッフ、番組オペレーター、各レコード会社、そしてリスナーに拍手を送ることを呼びかけた。
最後を締めくくる曲として選ばれたのは、大事MANブラザーズバンドの「それが大事」であった。歌終了後はいつもの通りに午前零時の時報が流れた。この時報もJKが英語で言っていたが、2002年4月からは時報の担当者が変わった。